# 루마니아의 세계유산

루마니아의 세계유산은 세계유산 위원회를 거쳐 유네스코 세계유산에 등재된 루마니아의 세계유산을 일컫는다. 루마니아는 1990년 5월 16일 유네스코 조약에 비준한 이래, 7건의 문화유산과, 2건의 자연유산을 보유하고 있다.
이 가운데 유럽 최대의 노천광이자 고대 로마 시대부터 시작되어 근대 산업화를 거쳐, 현재에 이르기까지 광산 역사의 변혁을 아우르는 '로시아 몬타나 광산 경관'이 2021년 제44회 세계유산위원회에서 문화유산으로 등록됨과 동시에 채굴을 두고 국제 투자 분쟁 해결 센터(ICSID)에서 분쟁중인 점을 들어 위험에 처한 세계유산으로 분류되었다.

## 목록

### 문화유산
| No. | 사진                                      | 등록명                        | 소재지                                         | 등록년도      | 등록기준      | 유네스코 지정번호 | 비고                          |
| 1   |                                           | 트란실바니아 요새 교회        | 시비우주 알바주 하르기타주 브라쇼브주 무레슈주 | 1993년 1999년 | (ⅳ)           | 596               |                               |
| 2   |                                           | 호레주 수도원                 | 블체아주                                       | 1993년        | (ⅱ)           | 597               |                               |
| 3   | 몰도비차 수도원 교회 수체비차 수도원 교회 | 몰다비아의 교회들             | 수체아바주                                     | 1993년 2010년 | (ⅰ), (ⅳ)      | 598               |                               |
| 4   |                                           | 시기쇼아라 역사 지구          | 무레슈주                                       | 1999년        | (ⅲ), (ⅴ)      | 902               |                               |
| 5   |                                           | 마라무레슈 목조 교회          | 마라무레슈주                                   | 1999년        | (ⅳ)           | 904               |                               |
| 6   |                                           | 오러슈티에 산맥의 다키아 요새 | 후네도아라주 알바주                            | 1999년        | (ⅱ), (ⅲ), (ⅳ) | 906               |                               |
| 7   |                                           | 로시아 몬타나 광산 경관       | 알바주                                         | 2021년        | (ⅱ), (ⅲ), (ⅳ) | 1552              | 위험에 처한 세계유산 (2021년) |

### 자연유산
| No. | 사진 | 등록명                                                               | 소재지 | 등록년도 | 등록기준 | 유네스코 지정번호 | 비고             |
| 1   |      | 도나우강 삼각주                                                      | 툴체아주 | 1991년   | (ⅶ), (ⅹ) | 588               |                  |
| 2   |      | 카르파티아 및 유럽의 기타 지역에 생육하는 고대 및 원시 너도밤나무 숲 | 루마니아 독일 벨기에 보스니아 헤르체고비나 북마케도니아 불가리아 스위스 스페인 슬로바키아 슬로베니아 알바니아 오스트리아 우크라이나 이탈리아 체코 크로아티아 폴란드 프랑스 | 2017년   | (ⅸ)      | 1133              | 18개국 공동 등재 |